# Aphnaeus vansomereni
Aphnaeus vansomereni är en fjärilsart som beskrevs av Henry Stempffer 1954. Aphnaeus vansomereni ingår i släktet Aphnaeus och familjen juvelvingar. Inga underarter finns listade i Catalogue of Life.